# Bunuri mobile din domeniul artă plastică clasate în patrimoniul cultural național al României aflate în județul Galați
Acestă listă conține bunurile mobile din domeniul artă plastică clasate în Patrimoniul cultural național al României aflate la momentul clasării în județul Galați.

## Tezaur
| Foto | Informații generale                                              | Detalii tehnice                                            | Descriere                                   | Deținător                      | Legături |
| ---- | ---------------------------------------------------------------- | ---------------------------------------------------------- | ------------------------------------------- | ------------------------------ | -------- |
|      | Portret Autor: Theodorescu-Sion, Ion                             | Dimensiuni: 49x47 cm Material: ulei pe carton              | Modelul este pictorița Lola Schmierer Roth. | Muzeul de Artă Vizuală, Galați | Cimec    |
|      | Portret de băiat Autor: Tonitza, Nicolae                         | Dimensiuni: 79x68 cm Material: ulei pe carton              |                                             | Muzeul de Artă Vizuală, Galați | Cimec    |
|      | Nud Autor: Iser, Iosif                                           | Dimensiuni: 64x39 cm Material: ulei pe carton              |                                             | Muzeul de Artă Vizuală, Galați | Cimec    |
|      | Șezătoare Autor: Băeșu, Aurel                                    | Dimensiuni: 41,5x55,5 cm Material: ulei pe carton          |                                             | Muzeul de Artă Vizuală, Galați | Cimec    |
|      | Doi copii Autor: Băeșu, Aurel                                    | Dimensiuni: 32,5x46,5 cm Material: ulei pe carton          |                                             | Muzeul de Artă Vizuală, Galați | Cimec    |
|      | Țigănci din Dobrogea Autor: Dimitrescu, Ștefan                   | Dimensiuni: 95x70 cm Material: ulei pe carton              |                                             | Muzeul de Artă Vizuală, Galați | Cimec    |
|      | Țărănci din Șăliște Autor: Dimitrescu, Ștefan                    | Dimensiuni: 69x50,5 cm Material: ulei pe carton            |                                             | Muzeul de Artă Vizuală, Galați | Cimec    |
|      | Casă din Dobrogea Autor: Petrașcu, Gheorghe                      | Datare: 1914 Dimensiuni: 35x52 cm Material: ulei pe pânză  |                                             | Muzeul de Artă Vizuală, Galați | Cimec    |
|      | Ilarie Voronca Autor: Brauner, Victor                            | Datare: 1925 Dimensiuni: 109x70 cm Material: ulei pe pânză |                                             | Muzeul de Artă Vizuală, Galați | Cimec    |
|      | Femeie cu umbrelă (peisaj din Franța) Autor: Grigorescu, Nicolae | Dimensiuni: 24x33 cm Material: ulei pe pânză               |                                             | Muzeul de Artă Vizuală, Galați | Cimec    |
|      | Casa de la Nicorești Autor: Petrașcu, Gheorghe                   | Dimensiuni: 27x35,5 cm Material: ulei pe placaj            |                                             | Muzeul de Artă Vizuală, Galați | Cimec    |
|      | Casa din pădure Autor: Grigorescu, Nicolae                       | Datare: 1898 Dimensiuni: 24,5x45 cm Material: ulei pe lemn |                                             | Muzeul de Artă Vizuală, Galați | Cimec    |
|      | La arat Autor: Grigorescu, Nicolae                               | Dimensiuni: 22,5x34,5 cm Material: ulei pe lemn            |                                             | Muzeul de Artă Vizuală, Galați | Cimec    |
|      | Balerina Autor: Iser, Iosif                                      | Datare: 1940 Dimensiuni: 60x47 cm Material: ulei pe pânză  |                                             | Muzeul de Artă Vizuală, Galați | Cimec    |

## Fond
| Foto | Informații generale                                            | Detalii tehnice                                                                                                   | Descriere | Deținător                      | Legături |
| ---- | -------------------------------------------------------------- | --- | --- | ------------------------------ | -------- |
|      | Veneția (Biserica Santa Maria Veneția) Autor: Dărăscu, Nicolae | Școală: Școală românească modernă Dimensiuni: 64 x 54 cm Material: ulei pe pânză                                  | Imaginea bisericii Santa Maria văzută frontal, reflectându-se în apa din prim plan. Lucrat în planuri geometrizate, clare, organizând compoziția în trasee verticale și orizontale. Domină o gamă rece de griuri albăstrui și verzuri, în contrast cu câteva accente calde de ocruri și roșuri. Contrastele închis-deschis pun în evidență planurile. Pensulație vizibilă, fragmentată. Semnat dreapta jos cu roșu „Dărăscu”. | Muzeul de Artă Vizuală, Galați | Cimec    |
|      | O casă la țară Autor: Dărăscu, Nicolae                         | Datare: 1933 Școală: Școală românească modernă Dimensiuni: 49,5 x 61 cm Material: ulei pe carton                  | Imaginea unei case cu etaj, în planul doi, profilată pe un deal în fundal, în stânga. Pensulație liberă, vizibilă, în tonalități reci de griuri- albăstrui, cu accente calde și mari suprafețe albe. Lucrarea pune accentul pe atmosfera și pe construcția formelor. Semnat și datat stânga jos cu creion negru: „N. Dărăscu 1933”. | Muzeul de Artă Vizuală, Galați | Cimec    |
|      | Natură statică cu pepeni Autor: Grigorescu, Lucian             | Datare: 1/2 sec. XX Școală: Școală românească modernă Dimensiuni: 65 x 81,5 cm Material: ulei pe pânză            | Pe suprafața unei mese sunt așezate două felii de pepene galben în stânga, un șervet, câteva pere și un vas. În fundal se vede partea de sus a unui bufet, având fructe și o glastră cu flori pe el. Acorduri calde, de ocruri, galbenuri, verzuri, accente de roșu, alb și griuri reci. Pensulație alertă, picturalitate a imaginii, dinamism. Semnat stânga jos cu verde: ”L. Grigorescu”. | Muzeul de Artă Vizuală, Galați | Cimec    |
|      | Vânat (Natură moartă cu vânat) Autor: Grigorescu, Lucian       | Datare: 1/2 sec. XX Școală: Școală românească modernă Dimensiuni: 50 x 65 cm Material: ulei pe pânză              | Pe o masă sunt așezate 3 păsări-vânat, pe traseul diagonalei dreptunghiului compozițional. Acorduri de culori calde (ocruri, oranjuri, brunuri, accente de roșu) și griuri reci. Pensulație alertă, materie picturală bogată. | Muzeul de Artă Vizuală, Galați | Cimec    |
|      | Peisaj Autor: Grigorescu, Lucian                               | Datare: 1/2 sec. XX Școală: Școală românească modernă Dimensiuni: 47,5 x 63,5 cm Material: ulei pe carton         | Peisaj (probabil dobrogean), cu căsuțe printre dealuri. Orizontalele peisajului sunt contrabalansate de verticalele unui turn din stânga compoziției și a unui pom subțire din partea dreaptă. Cromatica caldă (verzuri, ocruri, galbenuri, accente de oranj, roșu) și pensulație nervoasă, ritmând lucrarea. Semnat dreapta jos cu verde: ”L. Grigorescu”. | Muzeul de Artă Vizuală, Galați | Cimec    |
|      | Stradă Autor: Grigorescu, Lucian                               | Datare: 1/2 sec. XX Școală: Școală românească modernă Dimensiuni: 46 x 55 cm Material: ulei pe placaj             | Peisaj citadin, cu căsuțe vechi, la stânga o casă mai înaltă, creând o masă verticală în compoziție. Cateva personaje schițate în mișcare. Acorduri calde de ocruri, roșuri, oranj, accente de verde și brun; pensulație alertă, dând dinamism lucrării. Semnat dreapta jos cu verde: ”L. Grigorescu”. | Muzeul de Artă Vizuală, Galați | Cimec    |
|      | Casă la Câmpina Autor: Grigorescu, Nicolae                     | Datare: 1/2 sec. XX Școală: Școală românească modernă Dimensiuni: 25 x 33 cm Material: ulei pe lemn               | Lucrarea înfățișează în prim plan o casă cu cerdac și cu scara ce urca spre prispă, ocupând partea superioară a compoziției. În planul secund, în dreapta se vede un gard și frunzișul pomilor. Gama cromatică caldă, luminoasă, de griuri, ocruri și accente de brun la acoperișul casei. Verdele din fundal susține prin contrast lucrarea. Pensulație largă, spontană, în special la frunziș și la cer. Semnat dreapta jos cu negru: ”Grigorescu”. | Muzeul de Artă Vizuală, Galați | Cimec    |
|      | Strugurii Autor: Aman, Theodor                                 | Datare: 2/2 sec. XIX Școală: Școală românească modernă Dimensiuni: 39 x 64 cm Material: ulei pe pânză             | Pe suprafața unei mese, văzută în perspectivă, cu un colț spre privitor, se află o farfurie cu struguri, dintre care unul pus direct pe masă, două pere, un ziar cu o carte peste el și în fundal un pahar. Lucrare realizată în clarobscur, cu fundal întunecat și lumina căzând pe obiecte cărora le scoate în evidență volumele. Gama caldă de brunuri, ocruri, galbenuri, accente de roșu contrastând cu zonele reci. Pensulație linsă, stil academist. Nesemnat, nedatat. Suport ușor ondulat, împuns în colțuri; lipsă stratul de culoare pe 0,5 cm stânga sus. | Muzeul de Artă Vizuală, Galați | Cimec    |
|      | Moschee din Maroc Autor: Popescu, Ștefan                       | Datare: 1/2 sec. XX Școală: Școală românească modernă Dimensiuni: 53 x 37,5 cm Material: ulei pe hârtie pe carton | Peisaj cu moschee care domină compoziția, câteva case și un pom în stânga. Lucrat în volume mari, monumentale, cu planuri bine marcate. Acorduri de ocruri, brunuri, accente roșcate verzuri închise și griuri colorate. Pensulație lată, vizibilă. Semnat stânga jos cu negru: „Șt. Popescu”. | Muzeul de Artă Vizuală, Galați | Cimec    |
|      | Ruinele Hârșovei Autor: Popescu, Ștefan                        | Datare: 1921 Școală: Școală românească modernă Dimensiuni: 50 x 64 cm Material: ulei pe carton                    | Peisaj înfățișând în prim plan, în umbră, colțul unei clădiri și o masă cu câteva personaje în costume turcești. În planul al doilea, apare o clădire în ruine, luminată de soare. O alternanță de planuri umbrite și luminate, de culori calde și reci dau senzația de spațiu. Pensulație liberă, vizibilă. Semnat și datat dreapta jos, cu ultramarin: ”Șt. Popescu '21”. | Muzeul de Artă Vizuală, Galați | Cimec    |
|      | Vâlcov Autor: Popescu, Ștefan                                  | Datare: 1929 Școală: Școală românească modernă Dimensiuni: 50 x 65 cm Material: ulei pe pânză                     | Peisaj cu biserica în ultimul plan, dominând compoziția. Reflexul ei se prelungește în apa aflată în prim plan. În stânga se află un podeț care duce spre biserică, creând și efectul de perspectivă. Acorduri predominant reci de verzuri, griuri albăstrui și accente de ocru și brun roșcat. Construcția formelor bine marcată, pensulație vizibilă. Semnat dreapta jos cu brun: ”Șt. Popescu, 29”. | Muzeul de Artă Vizuală, Galați | Cimec    |
|      | Casă la țară Autor: Steriadi, Jean Alexandru                   | Datare: 1924 Școală: Școală românească modernă Dimensiuni: 53 x 75 cm Material: ulei pe pânză                     | Peisaj dobrogean, cu bărci în prim plan, case în planul al doilea și dealuri în fundal, totul eșalonat pe orizontală. În prim plan petele de culoare sunt mai întunecate, iar spre fundal se luminează. Forme și planuri bine definite, cromatica predominant caldă, ocruri, galbenuri, griuri colorate și accente de griuri reci, închise în prim plan. Semnat dreapta jos cu creion negru: ”Steriadi '924”. | Muzeul de Artă Vizuală, Galați | Cimec    |
|      | Peisaj de iarnă Autor: Ressu, Camil                            | Datare: 1916 Școală: Școală românească modernă Dimensiuni: 65 x 81 cm Material: ulei pe pânză                     | Peisaj cu case de țară în fundal, iar în prim plan câțiva pomi. Lucrat în tonalități de brun-negru în contrast cu alb-griul zăpezii. Efecte grafice ale crengilor copacilor, monumentalitate a formelor. Semnat dreapta jos cu negru: ”C. Ressu”. | Muzeul de Artă Vizuală, Galați | Cimec    |
|      | Țăran semănând Autor: Ressu, Camil                             | Datare: 1/2 sec. XX Școală: Școală românească modernă Dimensiuni: 50 x 57 cm Material: ulei pe carton             | În prim plan, mergând spre stânga tabloului e înfățișat un țăran semănând. În jurul lui este peisajul unui câmp, cu dealuri în fundal, cu parcele de vegetație diferit colorate, ușor înclinate. Contraste de culori reci și calde, saturate: verzuri, ocruri, brunuri, violet - parcela arată ce ocupă spațiul din partea mediană a tabloutui - și accente de alb. Pensulație vizibilă. Semnat dreapta jos cu albastru: ”C. Ressu”. | Muzeul de Artă Vizuală, Galați | Cimec    |
|      | Înmormântare la țară Autor: Ressu, Camil                       | Datare: 1911 Școală: Școală românească modernă Dimensiuni: 61,5 x 75,5 cm Material: ulei pe carton                | Scena reprezintă un convoi de înmormantare la țară, cu personaje aflate în mișcare, de la dreapta la stânga compoziției, pe un traseu oblic descendent. Linia de orizont foarte ridicată. Sunt urmărite expresiile personajelor, fiecare dintre ele fiind un real portret individualizat ca expresie și atitudine. Gama cromatică de brunuri, verzuri și griuri luminoase, forme bine definite, expresive. Semnat stânga jos cu negru: ”C. Ressu 1911”. | Muzeul de Artă Vizuală, Galați | Cimec    |
|      | Compoziție Autor: Mattis-Teutsch, Hans                         | Școală: Artă românească Secolul XX Dimensiuni: L: 250 mm; LA: 360 mm Material: Ulei pe hârtie                     | Compoziție abstractă, cu forme ușor geometrizate, predominant curbe, așezate concentric, conducând privirea spre centrul compoziției. Alernanța de zone închise și deschise, de zone calde și reci (albastru - oranj, galben, roșu - verde). Pensulație vizibilă sustinând ritmurile lucrării. | Muzeul de Artă Vizuală, Galați | Cimec    |
|      | Flori sufletești Autor: Mattis-Teutsch, Hans                   | Școală: Artă românească Secolul XX Dimensiuni: L: 250 mm; LA: 360 mm Material: Ulei pe carton                     | Compoziție abstractă cu forme geometrice, realizate în curbe așezate pe oblice, cu o mișcare ascendentă; sugestii ale unor forme vegetale. Planuri reci și clade se intersectează, închise și deschise. Acorduri cromatice roșu-verde, albstru-oranj, accente de negru. Pensulație vizibilă. | Muzeul de Artă Vizuală, Galați | Cimec    |
|      | Liniște Autor: Mattis-Teutsch, Hans                            | Școală: Artă românească Secolul XX Dimensiuni: L: 510 mm; LA: 605 mm Material: Ulei pe pânză                      | Compoziție abstractă geometrică, cu forme închise adunate spre centrul lucrării; planuril suprapuse, intersectate. Pe un fundal de griuri reci și luminoase se detașează forme în tonalități de griuri închise, verzuri și albstruri. | Muzeul de Artă Vizuală, Galați | Cimec    |
|      | Compoziție Autor: Mattis-Teutsch, Hans                         | Școală: Artă românească Secolul XX Dimensiuni: L: 890 mm; LA: 101 mm Material: Ulei pe pânză                      | Compoziție abstractă geometrică, cu o suită de planuri unghiulare, descinzând pe diagonala dreaptă - sus, stânga - jos; În mijloc, pe un plan roșu se profilează forme rotunde albastre. Armonie roșu-verde, albastru-galben. | Muzeul de Artă Vizuală, Galați | Cimec    |
|      | Compoziție Autor: Maxy, Hermann Max                            | Datare: 1968 Școală: Artă românească Secolul XX Dimensiuni: L: 700 mm; LA: 1000 mm Material: Ulei pe PFL și colaj | Bust feminin, nud realizat în manieră cubistă. Formele anatomice geometrizate ale corpului se interferează cu cele din fundal. Tonalități generale de verzuri, albstruri și accente calde de ocruri și bunuri. Nudul, în nuanțe deschise se detașează pe fundalul ceva mai închis, colaje. | Muzeul de Artă Vizuală, Galați | Cimec    |
|      | Nud culcat Autor: Maxy, Hermann Max                            | Datare: 1928 Școală: Artă românească Secolul XX Dimensiuni: L: 555 mm; LA: 455 mm Material: Ulei pe pânză         | Nud feminin, culcat pe o canapea, realizat în maniera cubistă. Forme anatomice geometrizate, marcând mișcarea și volumele, ritmul formelor personajului este armonizat cu formele canapelei. Personajul, realizat în tonalități calde, luminoase de rozuri si ocruri se detașează pe fundalul dominat de tonalități de verde și accente de brunuri. | Muzeul de Artă Vizuală, Galați | Cimec    |
|      | Basm Vechi Autor: Țuculescu, Ion                               | Școală: Artă românească Secolul XX Dimensiuni: L: 545 mm; LA: 460 mm Material: Ulei pe pânză                      | Suprafața compozițională ocupată de elemente decorative din arta populară românească interpretate, lucrate liber, în conture și pete picturale; elemente vegetale și siluete de păsări stilizate, iar la mijloc jos, un personaj călare. Dominanta cromatică rece - verzuri și albastruri adânci - cu accente calde, luminoase de oranj, galben, alb. Pasta consistentă, pensulație vizibilă. | Muzeul de Artă Vizuală, Galați | Cimec    |
|      | Viziune Autor: Țuculescu, Ion                                  | Școală: Artă românească Secolul XX Dimensiuni: L: 820 mm; LA: 100 mm Material: Ulei pe pânză                      | Compoziție cu accente expresioniste, cuprinzând o suită de măști (de inspirație populară) suprapuse, negre, cu ochi și alte desene pe ele. Măștile negre, prelungi, așezate pe oblice se detașează pe fondul roșu cald. În dreapta, sus, accente de verde și violet, conturele albe și galbene susțin cromatic compoziția realizată în contraste puternice. Pasta consistentă, pensulație alertă. | Muzeul de Artă Vizuală, Galați | Cimec    |